# آر. جيمس لونغ
آر. جيمس لونغ (بالإنجليزية: R. James Long)‏ هو فيلسوف أمريكي، ولد في 15 ديسمبر 1938.